# Nucli de Santa Coloma de Queralt
El Nucli de Santa Coloma de Queralt és el centre històric de Santa Coloma de Queralt, un conjunt declarat bé cultural d'interès nacional. El nucli antic de la vila era abans totalment encerclat per les muralles dels segles xiv i xv, que tenien sis portals, dels quals es conserven avui quatre: el de Cervera, el del Martí, el de Santa Maria i el de Santa Coloma. D'aquestes muralles resten encara fragments considerables de mur amb alguna torre, tot i que la pèrdua de llur funció defensiva a partir de l'expansió de la vila al segle xviii va fer que anessin quedant amagades pels edificis que s'hi adossaven. A l'interior del recinte fortificat, i a partir de tres espais oberts -plaça Major, el pati del Castell i la plaça de l'Església-, se situen importants edificis religiosos i civils.

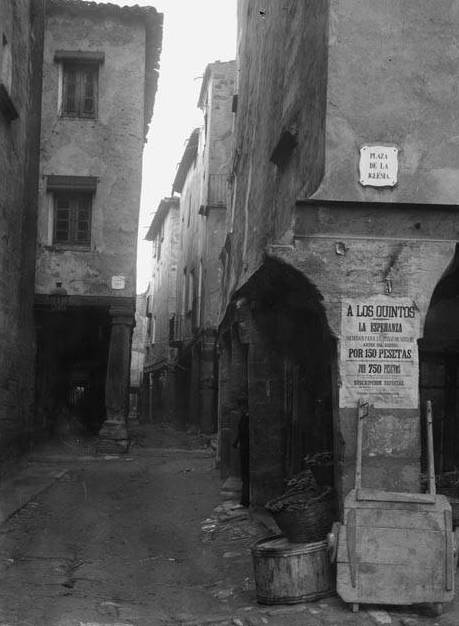
Carrer porxat de Santa Coloma de Queralt (entre 1885 i 1911)

La plaça major, documentada el 1348 com a plaça de les Eres, és voltada de porxos i compta amb alguns edificis d'interès, com la Casa de la Vila. Al pati del Castell hi ha el palau o castell dels comtes de Santa Coloma, construcció del segle xvi o XVII, a la part posterior del qual s'alça la torre de l'homenatge, de planta circular, que n'és la part més antiga. La plaça de l'Església, també porxada, és documentada el 1349 com a plaça de l'Om, i s'integra en el nucli ocupat per l'antiga Vila Vella, formada a l'entorn de l'església, un edifici gòtic del segle xiv que no fou acabat, però, fins a mitjan segle xvii (1649).
La vila de Santa Coloma, situada a l'extrem nord de la Conca de Barberà, és documentada des del segle x. El primitiu recinte fortificat devia comprendre tres nuclis inicials: la Vila Vella, al voltant de l'església, la Vila Nova, entorn del castell de Queralt, i la Pobla de Montpaó, vora el Palau dels Barons, que fou construït posteriorment com a centre de la baronia de Queralt. Aquests tres focus de poblament, en créixer i apropar-se, van formar el nucli actual de Santa Coloma.